# Schillerteich

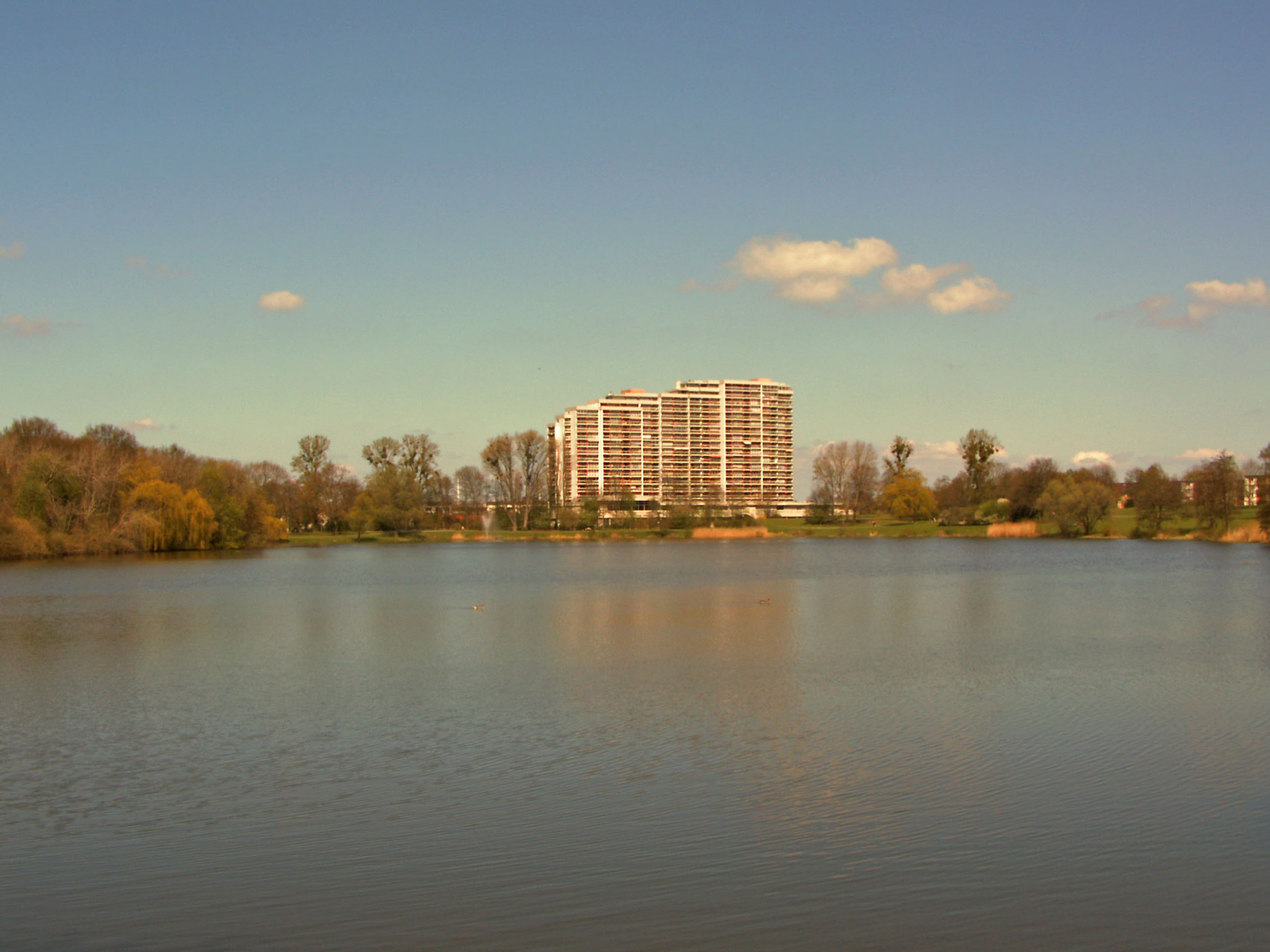
Großer Schillerteich mit Schillerteich-Center

Schillerteich ist ein Stadtteil von Wolfsburg (Niedersachsen). Er wurde benannt nach dem Großen Schillerteich, der am Rand des Stadtteils liegt. Das Wohngebiet im Stadtteil Schillerteich ist eines der ersten Wohnquartiere der neuen Stadt Wolfsburg, die ab 1938 noch als Stadt des KdF-Wagens im Bau war.

## Geschichte

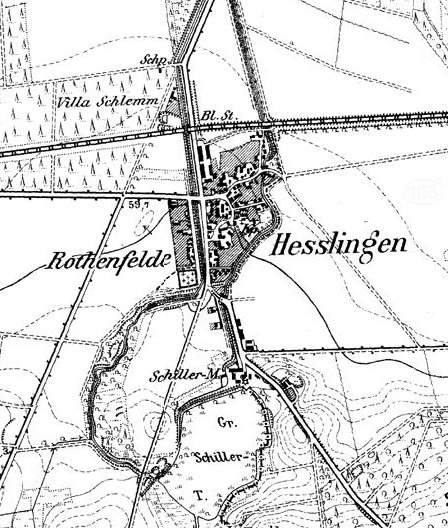
Lage der Schillermühle um 1900

Vor 1938 – dem Jahr der Stadtgründung – befand sich im Gebiet des heutigen Stadtteils Schillerteich die Schillermühle, eine Wassermühle die im 19. Jahrhundert um ein Sägewerk erweitert wurde. Einige weitere Häuser befanden sich an der Straße Am Mühlengraben zwischen der Schillermühle und Heßlingen. Nordöstlich des Großen Schillerteichs führte die Straße von Heßlingen nach Nordsteimke vorbei, nördlich der Schillermühle zweigte davon die Straße nach Reislingen ab.
Der Stadtteil Schillerteich war einer der ersten Stadtteile, die nach der 1938 erfolgten Gründung der Stadt des KdF-Wagens entstanden. Von 1939 bis zur kriegsbedingten Einstellung des Wohnungsbaus um 1942 entstanden die Straßen (heute abweichende Namen in Klammern) Admiral-Scheer-Straße (Fichtestraße), Graf-Spee-Straße (Stresemannstraße), Hötzendorfplan (Rathenauplan), Lindengasse (Kettlerstraße), Litzmannstraße (Friedrich-Ebert-Straße), Prinz-Eugen-Straße (Bebelstraße), Rothenfelder Straße, Suhlgarten, Teichgarten und Weddigenstraße (Windhorststraße). Es wurden Wohnhäuser mit Mietwohnungen erbaut sowie der Nahversorgung der Bewohner dienende Einzelhandelsgeschäfte. Eine Kinderkrippe wurde westlich der Litzmannstraße errichtet, die Ortsgruppe der NSDAP hatte ihren Sitz an der Weddigenstraße.
Bereits im April 1945, unmittelbar nach dem Kriegsende in der Stadt des KdF-Wagens, wurden viele der bereits bestehenden Straßen im Stadtteil umbenannt. 1945 stellte auch der US-amerikanische Ortskommandant der katholischen Kirche das Haus der NSDAP-Ortsgruppe für ihr Pfarramt zur Verfügung. 1946/47 wurde die erste evangelisch-lutherische Kirche im Stadtteil errichtet, in Form einer Baracke mit Glockenturm. 1947 erfolgte die Einrichtung eines Freibades im Großen Schillerteich, dafür stellte die Stadtverwaltung einen Bademeister ein. 1947/48 wurde der katholische Kindergarten St.-Christophorus-Haus an der Lindengasse erbaut, sein Eingangsportal ist heute noch erhalten.
1950/51 wurden die katholische St.-Christophorus-Kirche und die evangelische Christuskirche erbaut. 1951 wurden die Mittelschule (spätere Ferdinand-Porsche-Realschule) und der erste Bauabschnitt der Oberschule (heutiges Ratsgymnasium) eröffnet, ferner eine Notkirche der Evangelisch-Freikirchlichen Gemeinde erbaut. 1952 erbaute die Stadtmission ihr Gebäude, und an der Ecke Friedrich-Ebert-Straße/Rothenfelder Straße wurde ein Blumen-Pavillon errichtet. 1955 wurde der Bau der Oberschule mit der Eröffnung der Aula zunächst abgeschlossen. Am 3. September 1955 wurde zwischen dem Großen Schillerteich und der Stresemannstraße das Porsche-Denkmal errichtet, dessen von Knud Knudsen geschaffene Büste bereits 1952 von der Stadt Wolfsburg erworben worden war. In den 1950er Jahren entstanden im Umfeld der beiden großen Kirchen weitere kirchliche Einrichtungen. Am Ufer des Großen Schillerteichs befand sich eine Bootsstation zum Verleih von Ruderbooten. 1970 wurde die Schillermühle an eine Baugesellschaft verkauft, ihre Gebäude wurden 1971 abgerissen; an ihrer Stelle entstand bis 1975 das Schillerteich-Center. In den 1970er Jahren wurde auch die Lindengasse in Kettlerstraße umbenannt und der 1976 eröffnete City-Ring erbaut. Für dessen Bau wurde die Pestalozziallee in westlicher Richtung bis zur Porschestraße verlängert und der Blumen-Pavillon abgerissen. Das Porsche-Denkmal wurde an seinen heutigen Standort am Rathaus verlegt.
1987 eröffnete die Ortsgruppe der DLRG ihr Vereinsheim am Schleusenpfad.

## Politik
Schillerteich bildet gemeinsam mit den benachbarten Stadtteilen Hellwinkel, Stadtmitte, Heßlingen, Rothenfelde, Steimker Berg, Steimker Gärten und Köhlerberg die Ortschaft Stadtmitte. Ortsbürgermeister ist Erich Schubert (SPD).

## Schillermühle/Schillerteich-Center

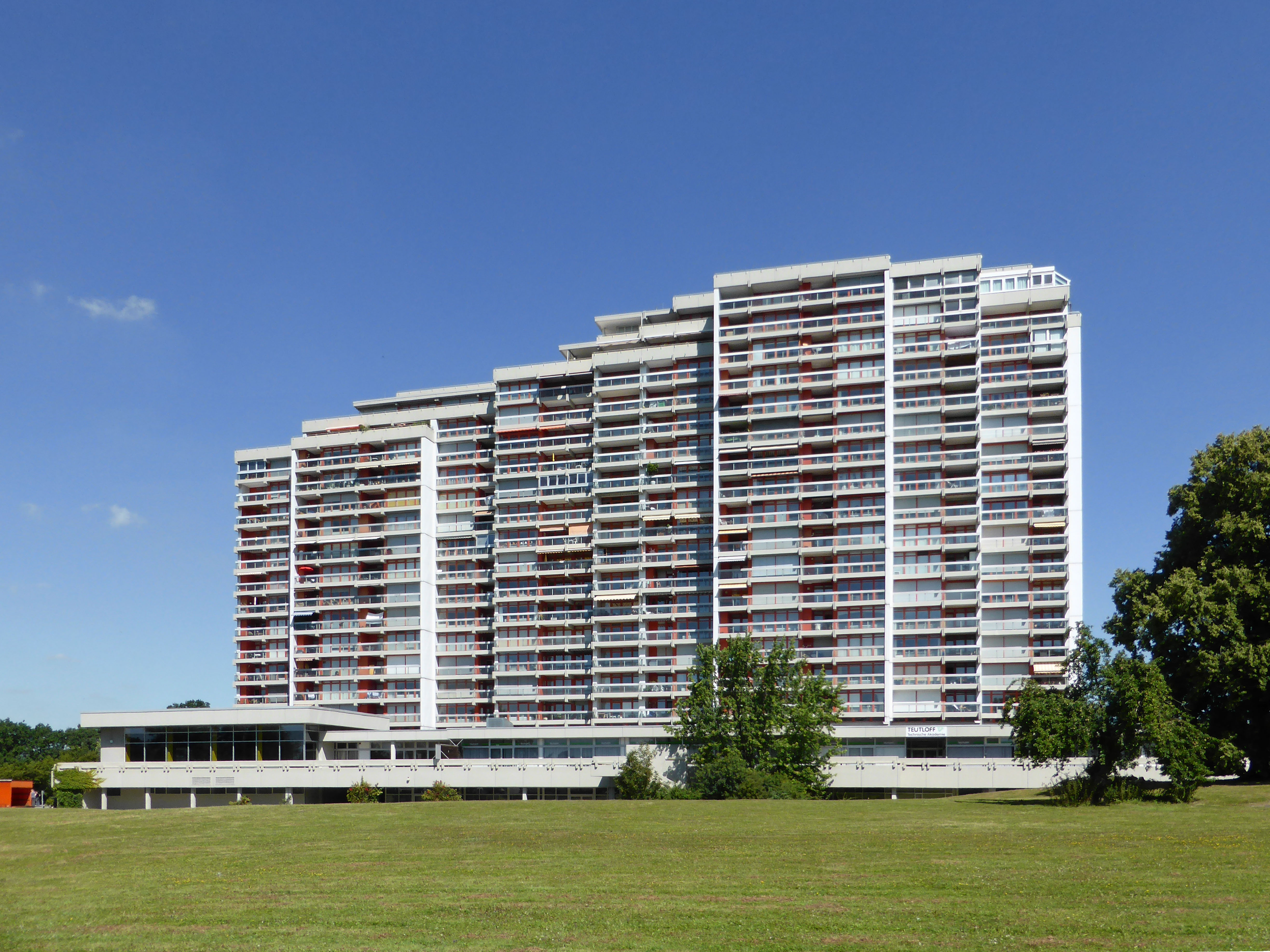
Schillerteich-Center

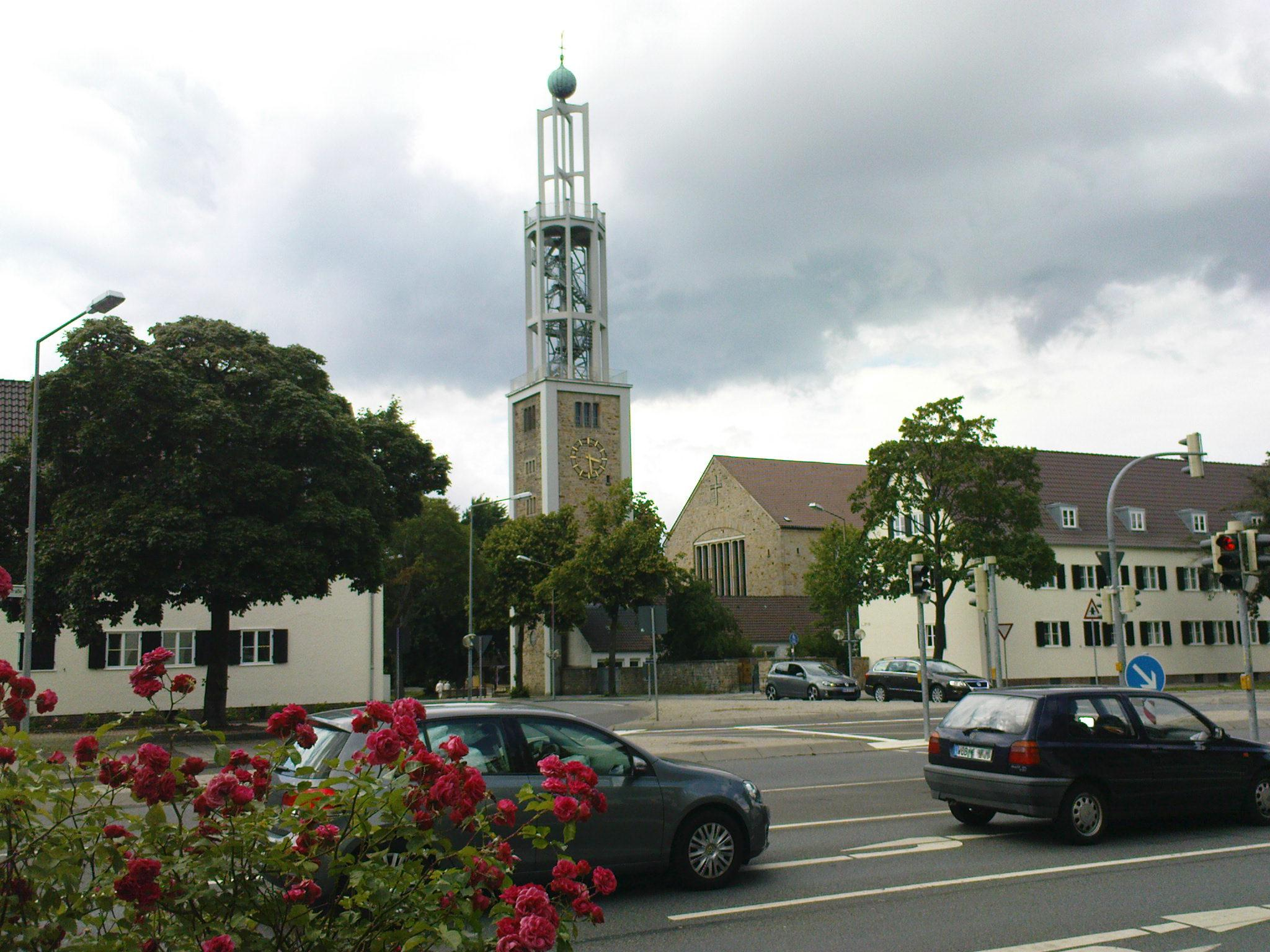
St.-Christophorus-Kirche und Wohngebäude an der Friedrich-Ebert-Straße

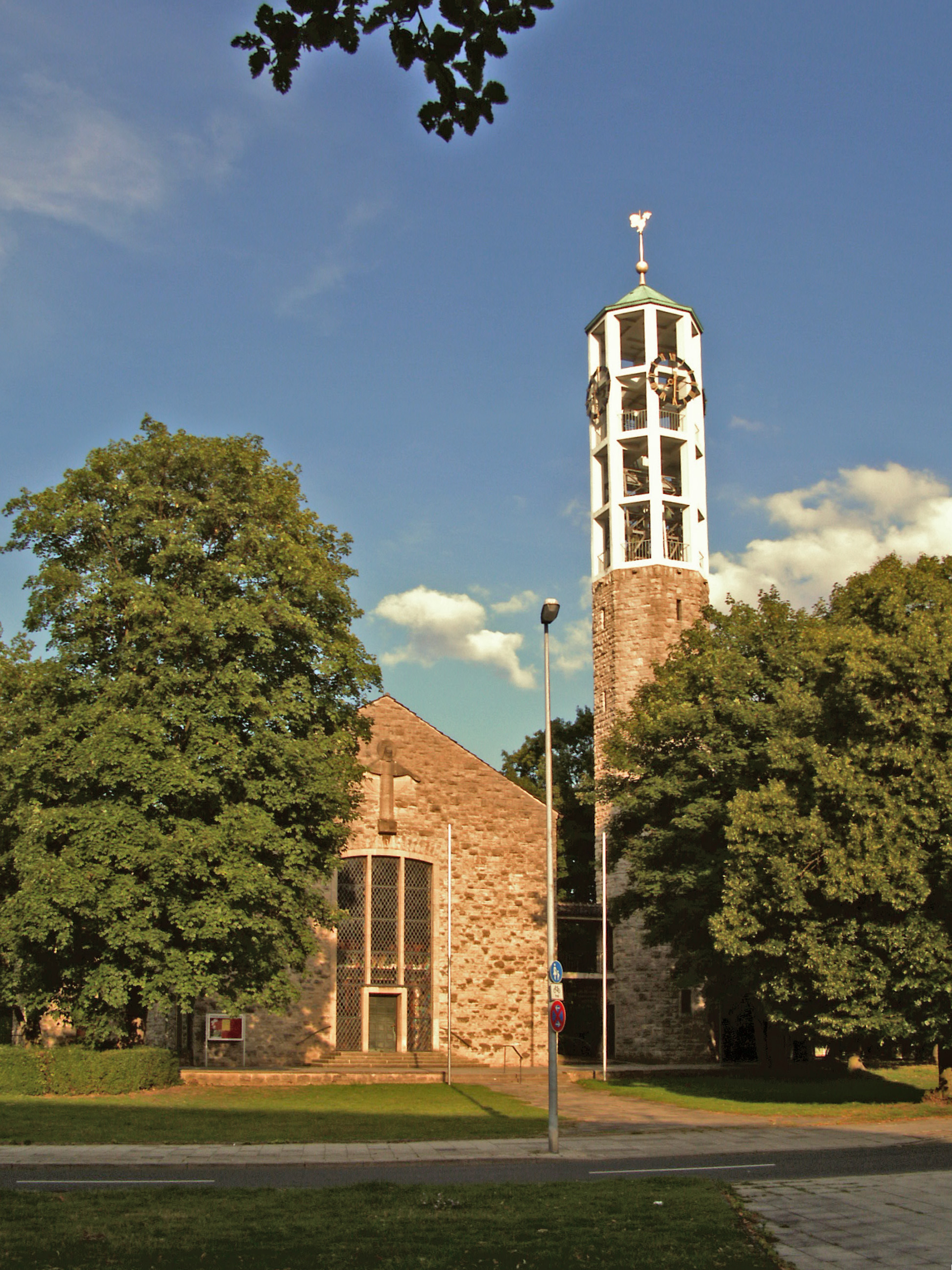
Christuskirche

Auf der Nordseite des Großen Schillerteichs befand sich die Schillermühle, eine seit etwa 1600 bestehende Wassermühle. 1863 wurde sie durch ihren Besitzer Günther von der Schulenburg um ein Sägewerk erweitert. Ebenfalls im 19. Jahrhundert wurden Wohnhäuser für ihre Arbeiter erbaut, von denen heute das Doppelhaus Am Mühlengraben 5/7 das älteste Gebäude im Stadtteil Schillerteich ist. Mühle und Sägewerk gehörten den Grafen von der Schulenburg, sie wurden 1970 für den Bau des Schillerteich-Centers verkauft und 1971 abgerissen. Von den drei geplanten Gebäuden des Schillerteich-Centers, das von den Architekten Kurt Haarstick und Axel M. Toussaint entworfen wurde, wurde in den 1970er Jahren nur der erste nördliche, 57 Meter hohe Block errichtet.

## Sehenswürdigkeiten
- Großer Schillerteich mit Parkanlage
  - Seniorenspielplatz, 2012 zwischen dem Schillerteich-Center und dem Großen Schillerteich errichtet.[9]

### Kirchen
- Die St.-Christophorus-Kirche (römisch-katholisch), 1950/51 durch Peter Koller erbaut (Antonius-Holling-Weg 21), ist heute die älteste und größte katholische Kirche in Wolfsburg. Sie gehört zum Dekanat Wolfsburg-Helmstedt im Bistum Hildesheim. Zuvor befand sich eine Notkirche im Saal einer Gaststätte im benachbarten Stadtteil Heßlingen.
- Die Christuskirche (evangelisch-lutherisch), 1950/51 durch Gerhard Langmaack erbaut (An der Christuskirche 4), ist das erste massive Kirchengebäude der evangelischen Kirche, das nach der Stadtgründung Wolfsburgs entstand. Am 30. September 1951 erfolgte ihre Einweihung, sie gehört heute zur Stadtkirchengemeinde Wolfsburg in der Hannoverschen Landeskirche. Zuvor befand sich eine im Winter 1946/47 errichtete Barackenkirche südlich der heutigen Pestalozziallee, heute befindet sich dort das Ratsgymnasium.
- Die Wolfsburger Stadtmission wurde 1947 gegründet und ist eine eigenständige Gemeinschaft im evangelisch-lutherischen Kirchenkreis Wolfsburg-Wittingen. Das Gebäude der Stadtmission (Mühlenpfad 2) wurde 1952 erbaut, am 7. Dezember 1952 erfolgte seine Einweihung. 1975 wurde es erstmals erweitert, dieser Anbau wurde inzwischen wieder abgerissen. 2004/05 erhielt das Gebäude durch Gustav Kannwischer seine heutige Gestalt.
- Die Evangelisch-Freikirchliche Gemeinde Wolfsburg (Baptisten) erbaute sich 1951 eine Notkirche an der Bebelstraße (ungefähr an der Ostseite des heutigen Kunstmuseums). Zuvor fanden die Gottesdienste der 1950 gegründeten Gemeinde in einer Schulbaracke an der Heinrich-Heine-Straße statt. 1961 wurde ihre heutige Kirche, die Erlöserkirche[10] im Stadtteil Wohltberg eingeweiht. Vorübergehend diente die Notkirche auch der Wolfsburger Adventgemeinde für ihre Gottesdienstversammlungen. Inzwischen wurde die Notkirche abgerissen.

### Kunst im Stadtbild
- Werden und Vergehen (1991) von Wolf Bröll (Göttingen), am Rathenauplan
- Spielplastik (1979) von Jochen Kramer (Wolfsburg), am Großen Schillerteich

## Bildung
- Städtische Kindertagesstätte in der City
- Städtische Kindertagesstätte an der Schule
- Christus Kindertagesstätte
- Kinder- und Familienzentrum St.-Christophorus-Haus
- Ratsgymnasium
- Evangelische Familienbildungsstätte (FABI)